# سالفادور أرتيغاس
سالفادور أرتيغاس (23 فبراير 1913 في برشلونة – 6 سبتمبر 1997 (84 سنة)

) (بالإسبانية: Salvador Artigas) لاعب ومدرب كرة قدم إسباني راحل كان يجيد اللعب في خط الدفاع .
لعب في أندية بوردو (1938-1939) لومان (1939-1944) رين (1944-1949) ريال سوسيداد (1949-1952) ومجددا رين (1952-1955) .
قام بتدريب أندية رين (1952-1955) ريال سوسيداد (1955-1960) بوردو (1960-1967) برشلونة (1967-1969) منتخب إسبانيا (1969) إلتشه (1970-1971) أتلتيك بيلباو (1971-1972) إشبيلية (1972-1973) .
يذكر بأن أرتيغاس كان طيارا في صفوف الجمهوريين أثناء الحرب الأهلية الإسبانية .

## روابط خارجية
- سالفادور أرتيغاس على موقع قاعدة بيانات كرة القدم.إي يو (الإنجليزية)
- سالفادور أرتيغاس على موقع عالم كرة القدم.نت (الإنجليزية)